# Vanderwaltozyma verrucispora
Vanderwaltozyma verrucispora är en svampart som beskrevs av C.F. Lee, C.H. Liu, Ninomiya, H. Kawas. & Nakase 2009. Vanderwaltozyma verrucispora ingår i släktet Vanderwaltozyma och familjen Saccharomycetaceae.   Inga underarter finns listade i Catalogue of Life.